# Podopterus
Podopterus, biljni rod iz porodice dvornikovki (Polygonaceae) raširen po južnom Meksiku i Srednjoj Americi. Pripadaju mu tri vrste drveća i grmova.

## Vrste
1. Podopterus cordifolius Rose & Standl.
2. Podopterus guatemalensis S.F.Blake
3. Podopterus mexicanus Humb. & Bonpl.